# Robert Peiper
Robert Peiper, född 25 mars 1902 i Österrike, död 13 mars 1966, var en svensk skådespelare.

## Filmografi (i urval)
- 1948 – En svensk tiger
- 1948 – Främmande hamn
- 1948 – Flottans kavaljerer
- 1949 – Svenske ryttaren
- 1951 – Bärande hav

## Teater

### Roller (ej komplett)
| År   | Roll        | Produktion                                                          | Regi             | Teater        |
| ---- | ----------- | ------------------------------------------------------------------- | ---------------- | ------------- |
| 1949 | Pawnee Bill | Annie get your gun Irving Berlin, Dorothy Fields och Herbert Fields | Sven Aage Larsen | Oscarsteatern |
| 1949 | Dvärg       | Snövit och dvärgarna Astrid Lindgren                                | Karl Kinch       | Oscarsteatern |